# Salogo
Salogo è un dipartimento del Burkina Faso classificato come comune, situato nella Provincia di Ganzourgou, facente parte della Regione dell'Altopiano Centrale.
Il dipartimento si compone del capoluogo e di altri 14 villaggi: Boilghin, Filiba, Foulgo, Gnégnéogo, Koumséogo, Nonghin, Sambtenga, Sankango, Tandaga, Tansablogo, Yamegtenga, Zamsé, Zoétgomdé e Zomnogo.